# Jean-Loup Faustin
Jean-Loup Faustin, né le 23 mars 1995 à Montpellier est un handballeur français. Il joue au poste de demi-centre au Dunkerque Handball Grand Littoral depuis 2023. En 2018, il remporte la Ligue des Champions avec le Montpellier Handball.

## Biographie
Jean-Loup Faustin commence le handball à HBC Clermont-Salagou. Il rejoint ensuite Nîmes où il effectue ses années de sport-études avant de signer au centre de formation du Montpellier Handball, club de sa ville natale, prenant rapidement part à des rencontres de l'équipe première. En 2016, il intègre définitivement le groupe de l'équipe professionnelle avant de signer son premier contrat professionnel l'année suivante, pour une durée de trois ans. Sous les ordres de Patrice Canayer, il remporte plusieurs trophées avec Montpellier et il joue notamment un rôle majeur dans le dispositif défensif montpelliérain en demi-finale de la Ligue des Champions 2018 contre le Vardar Skopje.
Avide de temps de jeu, il est libéré de sa dernière année de contrat par Montpellier et signe un contrat de deux ans avec le Chambéry SMBH en mai 2019. En Savoie, il retrouve Érick Mathé, qui était précédemment l'adjoint de Patrice Canayer à Montpellier.
En 2023, il signe au Dunkerque Handball Grand Littoral.

## Palmarès

### En club
Compétitions internationales
- Vainqueur de la Ligue des Champions (1) : 2018
- Finaliste de la Coupe EHF en 2014

Compétitions nationales
- Vainqueur de la Coupe de France (1) : 2016
- Vainqueur de la Coupe de la Ligue (2) : 2014, 2016
- Vainqueur du Trophée des Champions (1) : 2018
- Finaliste de la Coupe de la Ligue (1) : 2022